# Виленская мечеть
Виленская мечеть — бывший мусульманский храм в Вильнюсе.
Его построили татары-мусульмане, которых поселил великий князь литовский Витовт в пригороде Вильнюса Лукишка, по-видимому, в конце XIV века — начало XV век. Впервые упоминается среди прочих деревянных мечетей в произведении «Рысале-і-Татары-Лех» («Трактат о татарах Польши») 1558 года, написанном неизвестным автором — татарином из Великого княжества Литовского. Неизвестный польский путешественник в 1581 году отметил, что в Виленской мечети не было изображений, пол был устлан цветными коврами. Рядом с мечетью располагалось татарское кладбище.
По описаниям середины XIX в., Виленская мечеть была квадратной в плане, с колонным навесом впереди, накрытой крутой крышей с небольшим минаретом в центре. Позже его несколько раз перестраивали.
В начале XX века планировалось построить кирпичное здание мечети, но это не удалось из-за начала Первой мировой войны. После Великой Отечественной войны мечеть была разрушена по приказу советских властей.